# Rattus niviventer
Rattus niviventer là một loài động vật có vú trong họ Chuột, bộ Gặm nhấm. Loài này được Hodgson mô tả năm 1836. Chúng phân bố ở Trung Quốc; Đông Punjab, Nepal, Assam, Myanmar; Đông Dương, Thái Lan, Malaysia, Sumatra, Java, Bali, và có thể ở Borneo.